# Напиерский, Карл Эдуард
Карл Эдуард Напиерский (в русских документах также (Карл-)Эдуард Яковлевич Напиерский, правильнее Напирский, нем. Carl Eduard Napiersky; 21 мая 1793, Рига — 2 сентября 1864, Рига) — лифляндский историк и краевед. Член-корреспондент Санкт-Петербургской Академии наук c 16.12.1843 по отделению исторических наук и филологии (разряд истории и древностей российских). Отец историка Леонгарда Напиерского и астронома Августа-Вильгельма Напиерского.

## Биография
В 1810—1812 гг. изучал теологию в Дерптском университете. В 1814—1829 гг. служил пастором в Ной-Пебальге. Затем обосновался в Риге, где вплоть до выхода на пенсию в 1849 году занимал должность директора училищ Лифляндской губернии. С 1851 года состоял членом рижского цензурного комитета.
Как историк Напиерский был преимущественно самоучкой. Своей деятельностью оказал неоценимые услуги не только родной стране, но и русской и польской исторической науке: он открыл множество актов, проливших новый свет на многие неясные периоды истории Прибалтийского края.
В 1823 году Напиерский стал членом Курляндского общества литературы и искусства, стоял также у истоков Латышского литературного общества (с 1843 года его почётный член), в 1854—1860 гг. президент Общества истории и древностей Остзейских губерний. Он состоял почётным членом ряда местных и германских научных обществ, в 1832 году был удоостоен Кёнигсбергским университетом степени почётного доктора.
Император Николай I пожаловал ему ценную золотую табакерку, а короли — прусский Фридрих-Вильгельм III и шведский Карл ХІV — золотые медали.

## Труды
- «Fortgesetzte Abhandlung v. livländischen Geschichtschreibern» (Рига, 1823)
- «Словарь писателей и ученых Лифляндской, Эстляндской и Курляндской провинций (нем. Allgemeines Schriftsteller- und Gelehrten-Lexikon der Provinzen Livland, Esthland und Kurland)» (вместе с Рекке; Рига, 1826—32; продолжение выходило в 1859—60 гг. и затем после смерти автора)
- «Index corporis historico-diplomatici Livoniae, Esthoniae et Curoniae» (Рига, 1833—35),
- «Monumenta Livoniae antiquae» (Рига и Лейпциг, 1833—35)
- «Chronologischer Conspect der lettischen Literatur von 1587—1830» (Митава, 1837)
- «Русско-ливонские акты» или «Russisch-livländische Urkunde», изд. Санкт-Петербургской археографической комиссии (1868)
- «Beiträge zur Geschichte der Kirchen und Prediger in Livland» (Рига, 1843—52)